# میکل آریستی
میکل آریستی (انگلیسی: Mikel Aristi؛ زادهٔ ۲۸ مهٔ ۱۹۹۳) دوچرخه‌سوار اهل اسپانیا است.
از باشگاه‌هایی که در آن بازی کرده‌است می‌توان به دلکو–مارسی پوونس کی‌تی‌ام اشاره کرد.